# Спорус
Спор (лат. Sporus) – молодий хлопець-раб (пізніше вільновідпущеник), якого імператор Нерон кастрував і одружився з ним як зі своєю імператрицею під час своєї подорожі Грецією в 66-67 рр. н. е., нібито для того, щоб він зіграв роль його дружини Поппеї Сабіни, яка померла попереднього року.

### Ім'я
Ім'я Спор (Sporus) походить від давньогрецького слова σπορά (spora), що означає «сі́м'я, посів, сперма». Спор — чоловіча форма імені, Спора — жіноча.
Грунтуючись на римських правилах іменування він отримував особисте та родове ім'я від колишнього власника, але залишав свій когномен. З урахуванням цього й того, що його відпустив Нерон (що не доведено), його повне ім'я звучало б як «Нерон Клавдій Спор».

## Життєпис
Народився Спор між 49 і 51 роками та помер влітку 69 року.

### Шлюб з Нероном
Дружина Нерона Поппея Сабіна померла у 65 році нашої ери. Це сталося нібито під час пологів, хоча пізніше ходили чутки, що Нерон забив її ногами до смерті. На початку 66 року він одружився зі Статілією Мессаліною. Пізніше того ж року або в 67 році н. е. він одружився зі Спором, який, за чутками, мав дивовижну схожість з Поппеєю.
Нерон кастрував Спора і під час їхнього шлюбу наказав Спору з'являтися на людях як його дружина і з атрибутами, що були звичними для римських імператриць. Потім він відвіз Спора до Греції і назад до Риму, змусивши Кальвію Кріспініллу служити «господинею гардеробу» Спора. Імператор Нерон і раніше одружувався з вільновідпущенником Піфагором, який грав роль чоловіка Нерона. Спор в свою чергу грав роль дружини імператора. Серед інших форм звертання до Спори були: «пані», «імператриця», «повелителька».
Светоній цитував одного римлянина, що жив приблизно в цей час і вважав, що світ був би краще, якби батько Нерона, Гней Доміцій Агенобарб, одружився з кимось більш схожим на кастрованого хлопчика.
Невдовзі до смерті Нерона, під час свята Календ, Спор подарував Нерону перстень з каменем із зображенням зґвалтування Прозерпіни, в якому володар підземного світу примушує молоду дівчину стати його нареченою. Тоді це вважали одним із багатьох поганих передвісників падіння Нерона. 
Спор був одним з чотирьох супутників в останній подорожі імператора в червні 68 року н.е. разом з Епафродітом, Неофітом і Фаоном. Саме до Спора, а не до своєї дружини Мессаліни, звернувся Нерон, коли почав ритуальні голосіння перед тим, як наклав на себе руки.

### Після смерті Нерона
Незабаром після смерті Нерона, Спора взяв під опіку префект преторіанської гвардії Німфідій Сабін, який переконав преторіанську гвардію дезертирувати від Нерона. Німфідій ставився до Спора як до дружини і називав його «Поппея». Також він намагався зробити себе імператором, але був убитий власними гвардійцями.
У 69 році н. е. Спора одружилася з імператором Марком Сальвієм Отоном, що колись був одружений з Поппеєю, поки Нерон не змусив їх розлучитися.  Імператор збирався також одружитися з Мессаліною, третьою дружиною Нерона. Отон правив в період трьох місяців, поки не покінчив з собою після битви при Бетриаці.
Новий імператор Вітеллій хотів використати Спора для «інсценування» викрадення та зґвалтування Персефони на шоу гладіаторів. Спору вдалось уникнути публічного приниження, покінчивши життя самогубством.